# PGC 1770
LEDA/PGC 1770 ist eine Balken-Spiralgalaxie vom Hubble-Typ SBb im Sternbild Fische auf der Ekliptik, die schätzungsweise 206 Millionen Lichtjahre von der Milchstraße entfernt ist. Sie gilt als Mitglied der NGC 128-Gruppe.
Im selben Himmelsareal befinden sich u. a. die Galaxien NGC 126, NGC 127, NGC 130, IC 17.